# Le Palais des mille et une nuits
Le Palais des mille et une nuits (El palacio de las mil y una noches) es una película muda de fantasía de 1905 dirigida por Georges Méliès. La película, inspirada en Las Mil y Una Noches, sigue las aventuras de un príncipe cuya valentía y devoción son probadas en una búsqueda mágica para ganar la mano de su amada.

## Trama
En un mítico reino árabe, el noble pero pobre príncipe Sourire (en francés, "sonrisa") ama a la hermosa princesa Índigo y le pide a su padre, un poderoso rajá, su mano en matrimonio. El Rajá enojado despide al Príncipe; ya le ha prometido la mano de Indigo a un viejo amigo suyo, el rico usurero Sakaram. Índigo protesta con vehemencia cuando los guardias se llevan a Sourire.
Al regresar a su cámara privada, Sourire llora de dolor y accidentalmente vuelca un pebetero. Sale humo del quemador, del que aparece el hechicero Khalafar. Después de escuchar la historia del príncipe, el hechicero lo toma bajo su protección y le presenta una espada mágica, prometiéndole que si el príncipe es valiente y decidido, el hechicero lo conducirá a un tesoro abundante que le permitirá conquistar a su amor. Sourire acepta de buena gana y se embarca en la aventura, seguido poco después por sus amigos, que desean evitar que haga algo temerario.
Al llegar a un templo, el príncipe cae de rodillas en súplica en un altar a una diosa, Siva (presumiblemente inspirada en la deidad hindú Shiva). La estatua de la diosa sobre el altar cobra vida milagrosamente y envía a Sourire en un bote adornado conducido por una enana azul. El barco navega por un río sagrado y lleva a Sourire a un bosque impenetrable, que mágicamente se abre para revelar cavernas secretas custodiadas por un hada de oro. Sourire y sus amigos descienden a una Gruta de Cristal, donde su coraje es probado por los ataques de genios del fuego, fuegos fatuos, esqueletos fantasma, un dragón que escupe fuego y una bandada de sapos monstruosos. Sourire se mantiene firme y pone a los monstruos en fuga. Khalafar aparece y felicita al príncipe por pasar el período de prueba; ahora será recompensado por sus esfuerzos. Sourire es conducido al Palacio de las Mil y Una Noches y se le entrega un enorme tesoro.
De vuelta en el reino del Rajá, ha llegado el día del matrimonio de Índigo con Sakaram. Justo cuando los dos están a punto de casarse en el patio del palacio, suenan las trompetas y aparece el Príncipe Sourire, ataviado con sus galas recién encontradas y seguido por una procesión que revela sus riquezas. El asombrado Rajá permite que Índigo se case con Sourire por fin. La multitud encantada echa a Sakaram del patio y celebra el matrimonio del Príncipe y la Princesa.

## Producción
Aunque claramente inspirado en Las Las mil y una noches, la trama de la película no está tomada de ninguna historia de esa colección; más bien, Méliès combinó la iconografía visual de la obra y elementos de varias historias, incluido el genio liberado del cuento popular de Aladino, en una narración de aventuras original que permitiría un amplio margen para el espectáculo y los efectos especiales. El resultado es una historia sencilla llena de escenarios exóticos y momentos espectaculares, que recuerda mucho a las tramas de las féeries, espectaculares producciones teatrales francesas populares en el siglo XIX.
Méliès aparece en la película como el hechicero Khalafar. Uno de los bocetos de vestuario de Méliès enumera a los otros actores que planeaba elegir: "Mlles Calvière, Bodson, Billuart et Pelletier. MM. Docky, d'Hubert, Dufresne, etc."
El palacio de las mil y una noches fue la segunda película de Méliès, después de El barbero de Sevilla (1904), en superar los 400 metros. La película, una de las más opulentamente diseñadas de Méliès, se destaca por un mayor énfasis en el espectáculo y un ritmo ligeramente más relajado que el que habían mostrado las películas anteriores de Méliès; este cambio de estilo puede haber sido influenciado por la versión cinematográfica de Edwin S. Porter de 1903 de La cabaña del tío Tom o por los lujosos dramas históricos que entonces estaban de moda entre los cineastas italianos.
Para el vestuario de su película, Méliès aprovechó la disponibilidad de una cantidad considerable de trajes que había comprado el mismo año a una casa de vestuario teatral en bancarrota, la Maison Lepère. Entre los numerosos atrezzos de la película se encuentran casi todos los que ya se habían visto, o se verían después, en otras películas de Méliès: así, la puerta morisca del Templo del Oro fue tomada de La mosca humana (1902), el dragón títere regresa en La bruja (1906), las ruinas reaparecen en Sightseeing Through Whiskey (1907), y así sucesivamente. El mismo Palacio de las mil y una noches, pintado en estilo trompe l'oeil sobre un fondo plano, se parece exactamente a la salle de glaces (sala de los espejos) presentada en la Exposición Universal de París de 1900. (Una sala muy similar se estableció de forma más permanente en París seis años después, como parte del Musée Grevin).
Junto con el lujoso vestuario y la escenografía, otro foco principal de la película son los espectaculares efectos especiales. Las técnicas de Méliès para crear estos efectos incluían maquinaria escénica, pirotecnia, empalmes de sustitución, superposiciones y disolvencias. El efecto de transparencia de los esqueletos fantasma se creó a través de la exposición múltiple, con las imágenes de los protagonistas luchando y los esqueletos fantasmales grabados uno sobre el otro para que ambos fueran visibles. La descripción del catálogo de Méliès para la película muestra un orgullo particular por la escena en la que un bosque aparentemente impenetrable, pintado en planos dispuestos para mostrar la profundidad del espacio, mágicamente se parte para revelar un templo: "Esta decoración que se hizo solo después de un trabajo considerable es una verdadera maravilla de logro Posee una gran belleza artística." 

## Lanzamiento y recepción

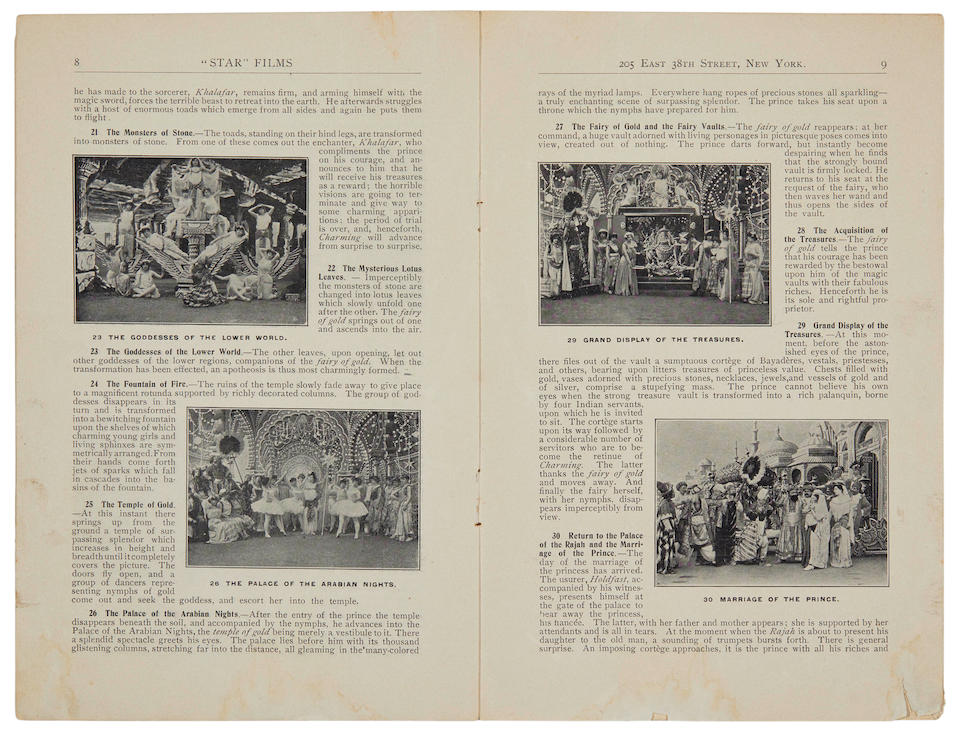
Páginas de un folleto promocional de la película de Méliès.

La película fue estrenada por Star Film Company de Méliès y está numerada del 705 al 726 en sus catálogos,  donde fue anunciada como una grande féerie orientale nouvelle. Méliès vendió tanto una copia completa de 28 minutos como una versión abreviada de 22 minutos; ambas versiones estaban disponibles en impresiones en blanco y negro o coloreadas a mano. Los tiempos de ejecución enumerados en los catálogos de Méliès indican que pretendía una velocidad de fotogramas de 14 fotogramas por segundo para la película.
En un estudio de representaciones cinematográficas de la cultura árabe, el escritor Jack Shaheen critica El palacio de las mil y una noches por incluir algunas de las imágenes que se volverían estereotipadas en las versiones hollywoodienses del Medio Oriente, citando la escena inicial en la que "doncellas sumisas asisten a una potentado aburrido, codicioso y de barba negra" mientras que "un guardia de palacio fornido refresca al gobernante" con un abanico gigante. Por el contrario, el historiador Robert Irwin, en un ensayo sobre la película de Méliès y otras versiones cinematográficas de Las mil y una noches, argumenta que "no se debe hacer demasiado" con este estereotipo, diciendo que "los cineastas han tratado la historia medieval británica" de una manera igualmente arrogante en películas sobre las aventuras de Robin Hood, mientras que las miles de películas de vaqueros hechas en Hollywood han evocado una historia de fantasía del Viejo Oeste".
El crítico de cine William B. Parrill, al revisar películas mudas en la década de 2010, destacó la escena de la pelea de esqueletos y dijo que "presagia escenas similares y no necesariamente más imaginativas en las películas de Ray Harryhausen". La teórica académica Antonia Lant, en un análisis de la háptica en el cine, elogió la escena con el bosque que se abre mágicamente y escribió: "Melies eligió motivos que probaron o resaltaron las profundidades seductoras pero ilusorias del cine, las compresiones y expansiones imposibles de lo lejano y lo cercano, las identidades poco claras de figura y fondo". El historiador cultural Richard Abel destacó que el entorno cultural evocado por Méliès "se convierte en una especie de gira mundial, combinando eclécticamente" varios lugares exóticos reales e imaginarios en todo el Medio Oriente y Asia "y, en un giro inteligente que expone la máscara del 'otro' y sus peligros, el Palacio de las mil y una noches, donde se esconde el tesoro, resulta parecerse mucho al Musée Grévin de París".